# وينتكا (إلينوي)
وينتكا (بالإنجليزية: Winnetka)‏ هي بلدة وقرية تقع في الولايات المتحدة في مقاطعة كوك، إلينوي. يقدر عدد سكانها بـ 12,187 نسمة .

## أعلام
- كريس أودونيل
- ديدي غاردنر
- والتر إل. فيشر
- آرثر إي. أندرسن
- ريتشارد ديكسون كوداهي
- تيد بيليتشكو
- روك هدسون
- لوري دان
- شارلوت روس
- آدم بالدوين